# Wenn Frauen schwindeln
Wenn Frauen schwindeln (mit Untertitel Europas neue Musikparade 1958) ist eine deutsche Verwechslungs- und Musikkomödie von Paul Martin aus dem Jahr 1957, in dem die schwedische Sängerin Bibi Johns die Hauptrolle übernahm. 

## Inhalt
Daisy, die Tochter des millionenschweren Spielzeugerfinders Hellmann, ist Reporterin bei der Damenwelt, einer Frauenzeitung. In immer neuen Reportagen will sie beweisen, wie der Mann wirklich ist: Bei einem inszenierten Verkehrsunfall mit ihrem Chef Karl zum Beispiel zählt sie die vorbeifahrenden Männer, um zu beweisen, dass nur eine Frau in solch einer Situation anhalten und helfen würde. Vor allen Dingen Daisys Tante ist vom journalistischen Eifer der Nichte begeistert, während ihr Vater weniger euphorisch reagiert, zumal Daisys Vorgehensweise immer neue Mahnungen der Polizei wegen Verbreitung öffentlichen Ärgernisses hervorrufen.
In einem neuen Experiment will Daisy beweisen, dass ein Mann einer schönen Diebin eher helfen würde als einer hässlichen. Sie gibt vor, ein Armband gestohlen zu haben und bittet den Jazzmusiker und Kapellmeister Peter Krüger auf offener Straße um Hilfe vor der Polizei. Der bringt sie in sein Hotel, wo seine Band spielt und nimmt sich vor, die vermeintliche Diebin auf den rechten Pfad der Tugend zurückzubringen. Sie darf auf der Couch in seinem Hotelzimmer schlafen und er besorgt ihr einen Job als Sängerin in seiner Revue. Daisys Experiment weitet sich aus, da sie nun „den Mann als Dompteur“ untersuchen kann, der einer Frau leichter erliegt, die er meint selbst „gezähmt“ zu haben.
Peter jedoch findet ihre journalistischen Ausarbeitungen in einem Schrank und will es ihr nun heimzahlen. Als Daisy erfindet, dass ein früherer Kumpan aus dem Gefängnis entlassen wurde und eine von ihm gestohlene Kette nie aufgetaucht ist, gibt Peter wiederum den nächsten Tag vor, bei diesem Kumpan gewesen zu sein, der ihn in den Arm geschossen habe und nun drohe, ihn zu ermorden. Da Peter jedoch vorgibt, unbedingt die Kette besorgen zu wollen, damit Daisy ein neues unbelastetes Leben beginnen kann, weiht die wiederum ihre Tante ein. Sie soll die vermeintlich gestohlene Kette im Varieté tragen, wo Daisy sie ihr wiederum vor den Augen Peters stehlen will, um ihn von einem erneuten Gang zum Ex-Sträfling abzuhalten. Als Daisys Vater davon erfährt, will er Daisy dazu zwingen, endlich ihre Maskerade aufzugeben, und verständigt die Polizei, dass im Varieté ein Juwelenraub geschehen werde.
Als Daisy wie besprochen ihrer Tante die Kette stiehlt, wird sie von der Polizei festgenommen, die ihr beim Verhör nicht glaubt, dass es in Wirklichkeit ihre Kette ist und alles nur wegen eines Zeitungsartikels inszeniert wurde. Auch ihre Tante und Karl lassen sie im Stich und bezeugen aus Angst vor einer Gefängnisstrafe, Daisy nicht zu kennen. Erst am nächsten Tag kommt Daisy auf Kaution frei und erfährt durch einen Zufall, dass Peter nicht nur die ganze Zeit gewusst hat, wer sie ist, sondern ihrem Vater ihre Artikelmanuskripte auch noch für 10.000 Deutsche Mark verkauft hat. Sie ist außer sich und beschließt aus Rache, ihren Chef Karl zu heiraten. Während der Verlobungsfeier mit Karl stellt sich jedoch heraus, dass Peter die 10.000 DM nur haben wollte, um damit die Kaution für Daisy zu bezahlen. So kommen am Ende doch Daisy und Peter zusammen.

## Produktion
Die Dreharbeiten fanden im CCC-Filmstudio Berlin statt. Der Film feierte am 30. Dezember 1957 im Stuttgarter Rex Premiere, deutscher Kinostart war am 2. Januar 1958.
Im Film zu sehende Karikaturen stammen vom Berliner Zeichner Ole Jensen, der vor allem für seine karikaturistischen Porträts bekannt war.
Die Titel des Films komponierte Heino Gaze, die Liedtexte stammen von Günther Schwenn. Die musikalische Begleitung übernahm das RIAS Tanzorchester unter der Leitung von Heinz Alisch. Im Film singen:
- Bibi Johns: Liebling, bleib bei mir! (Lied und Slowfox)
- Friedel Hensch und die Cyprys: Mein blonder Trompeter (Comedy-Foxtrott)
- Friedel Hensch und die Cyprys: Es fing so harmlos an wie immer (Comedy-Tango)
- Fred Bertelmann, Bibi Johns: Paradiso d’amore (Calypso)
- Bibi Johns: Aber nachts in der Bar! (Foxtrot)
- Die 4 Sunnies und Das Cornel-Trio: Küssen Sie auch so gerne wie ich? (Foxtrot)
- Urssa Garena: Am Montparnasse (Schneller Foxtrot)
- Fred Bertelmann, Bibi Johns, Friedel Hensch: Das ist der Fremdenverkehr

## Kritik
Das Lexikon des Internationalen Films bezeichnete Wenn Frauen schwindeln als „mit Revue- und Schlagernummern ausstaffiertes deutsches Lustspiel“.